# Lány 200 méteres hátúszás a 2010. évi nyári ifjúsági olimpiai játékokon
A 2010. évi nyári ifjúsági olimpiai játékokon az úszás lány 200 méteres hátúszás versenyszámát augusztus 17-én rendezték meg a Singapore Sports Schoolban.

## Előfutamok

### 1. Futam
| H  | P | Név                                 | Nemzet      | Idő     | Mj |
| -- | - | ----------------------------------- | ----------- | ------- | -- |
| 1. | 4 | Yulduz Kuchkarova                   | Üzbegisztán | 2:18.69 |    |
| 2. | 5 | Julia Gerotto                       | Brazília    | 2:23.75 |    |
| 3. | 6 | Karen Vilorio                       | Honduras    | 2:24.36 |    |
| 4. | 3 | Lee-Ann Rose                        | Barbados    | 2:25.29 |    |
| 5. | 7 | Chriselle Wyn Jia Koh               | Szingapúr   | 2:25.81 |    |
| 6. | 8 | Karla Yolanda Rafaela Toscano Lopez | Guatemala   | 2:26.23 |    |
| 7. | 2 | Adeline Shu Jian Winata             | Szingapúr   | 2:27.49 |    |
| 8. | 1 | Ayesha Marie Noel                   | Grenada     | 2:42.60 |    |

### 2. Futam
| H  | P | Név                | Nemzet                  | Idő     | Mj |
| -- | - | ------------------ | ----------------------- | ------- | -- |
| 1. | 3 | Barbora Zavadova   | Csehország              | 2:14.64 | Q  |
| 2. | 4 | Klaudia Nazieblo   | Lengyelország           | 2:16.54 | Q  |
| 3. | 5 | Alekszandra Papusa | Oroszország             | 2:17.36 |    |
| 4. | 2 | Mina Ochi          | Japán                   | 2:18.26 |    |
| 5. | 6 | Natasha de Vos     | Dél-afrikai Köztársaság | 2:19.03 |    |
| 6. | 8 | Danielle Villars   | Svájc                   | 2:19.31 |    |
| 7. | 1 | Alexandra Dobrin   | Románia                 | 2:22.90 |    |
| 8. | 7 | Madison Wilson     | Ausztrália              | 2:26.76 |    |

### 3. Futam
| H  | P | Név               | Nemzet        | Idő     | Mj |
| -- | - | ----------------- | ------------- | ------- | -- |
| 1. | 4 | Darina Zevina     | Ukrajna       | 2:15.12 | Q  |
| 2. | 6 | Marie Jugnet      | Franciaország | 2:15.53 | Q  |
| 3. | 5 | Vatanabe Jukiko   | Japán         | 2:16.82 | Q  |
| 4. | 2 | Martina Elhenicka | Csehország    | 2:17.86 |    |
| 5. | 7 | Juanita Barreto   | Kolumbia      | 2:18.66 |    |
| 6. | 8 | Diana Chang       | Ecuador       | 2:21.18 |    |
| 7. | 3 | Sarah Rolko       | Luxemburg     | 2:21.98 |    |
| 8. | 1 | Mabel Sulic       | Horvátország  | 2:23.36 |    |

### 4. Futam
| H  | P | Név                | Nemzet           | Idő     | Mj |
| -- | - | ------------------ | ---------------- | ------- | -- |
| 1. | 6 | Kaitlyn Jones      | Egyesült Államok | 2:13.46 | Q  |
| 2. | 4 | Anqi Bai           | Kína             | 2:14.94 | Q  |
| 3. | 5 | Dörte Baumert      | Németország      | 2:16.43 | Q  |
| 4. | 3 | Allison Roberts    | Egyesült Államok | 2:17.29 |    |
| 5. | 1 | Isabella Arcila    | Kolumbia         | 2:18.71 |    |
| 6. | 8 | Renee Stothardg    | Új-Zéland        | 2:20.14 |    |
| 7. | 7 | Ida Lindborg       | Svédország       | 2:21.26 |    |
| 8. | 2 | Lourdes Villasenor | Mexikó           | 2:21.77 |    |

## Döntő
| H     | P | Név              | Nemzet           | Idő     | Mj |
| ----- | - | ---------------- | ---------------- | ------- | -- |
| Arany | 3 | Anqi Bai         | Kína             | 2:11.46 |    |
| Ezüst | 4 | Kaitlyn Jones    | Egyesült Államok | 2:12.20 |    |
| Bronz | 6 | Darina Zevina    | Ukrajna          | 2:12.31 |    |
| 4.    | 2 | Marie Jugnet     | Franciaország    | 2:13.60 |    |
| 5.    | 5 | Barbora Zavadova | Csehország       | 2:14.16 |    |
| 6.    | 7 | Dörte Baumert    | Németország      | 2:16.15 |    |
| 7.    | 1 | Klaudia Nazieblo | Lengyelország    | 2:16.45 |    |
| 8.    | 8 | Vatanabe Jukiko  | Japán            | 2:18.36 |    |

## Fordítás
Ez a szócikk részben vagy egészben  a   Swimming at the 2010 Summer Youth Olympics – Girls' 200 metre backstroke című angol Wikipédia-szócikk fordításán alapul.  Az eredeti cikk szerkesztőit annak laptörténete sorolja fel. Ez a jelzés csupán a megfogalmazás eredetét és a szerzői jogokat jelzi, nem szolgál a cikkben szereplő információk forrásmegjelöléseként.